# Marketingové prostředí
Marketingové prostředí je prostředí, které je definovatelné jako komplexní a často se měnící prostředí v němž se firma nachází.
Rozlišuje se na:
- Makroprostředí – nelze ovlivnit ani předvídat. Makroprostředí na činnost podniku působí neustále a proměnlivě. Společnost se musí snažit především pružně přizpůsobovat. Každá nová příležitost pro jednoho může znamenat hrozbu pro druhého.
- Mikroprostředí – lze ovlivnit

K průzkumu marketingového prostředí slouží Marketingový informační systém (MIS).[zdroj⁠?!]

## Makroprostředí
Lze jej ovlivnit málo nebo vůbec. Dělí se na 5 skupin:

### Sociální (kulturní a demografické)
Kulturní sdružují názory a fakty dané kultury – obyčeje a víra. Názory pak lze dělit jako primární (zažité) a Sekundární (dané vlivem komunity). Jedná se o demografické prostředí. V rámci demografického prostředí je zkoumáno obyvatelstvo jako celek. Jedná se především o informace, které se týkají lidí, protože oni vytvářejí trhy, které jsou cílovými trhy. Jde například o tyto hodnoty - počet, hustota, věková struktura, pohlaví, podíl městského a venkovského obyvatelstva, zaměstnání, sociální složení. Sledovány jsou také změny – vývoj počtu obyvatelstva, migrace. Vlivy tohoto prostředí ovlivňují celkový charakter spotřebního a nákupního chování. V současnosti se více doceňuje význam vzdělání, a to takřka ve všech českých rodinách bez ohledu na jejich sociální postavení. V mnoha zemích má velký význam při nakupování náboženství. Dalším faktorem je emancipace žen, která je v České republice obrovská.

### Technické nebo inovační
Lze rozdělit na Znalostní a technickou část kdy je na obě kladen velký důraz s ohledem na rychlost vývoje a rozšiřování základny znalostí. Nutí firmy neustále zlepšovat postup či zvyšovat nároky na zaměstnance. Technické prostředí se dá rozšířit ještě o živelné prostředí, kdy firmy musí vzít v úvahu lokalitu. Změny v této oblasti jsou nyní mimořádně rychlé. Dochází ke zkracování cyklu tržní životnosti výrobku na trhu a nové technologie stále více formují životy lidí a ovlivňují způsob přeměny zdrojů na výrobky. Patří sem také drobné každodenní inovace a zlepšení, které přinášejí nové příležitosti pro výrobu/služeb. Zavedení nových technologií umožňuje podniku zvyšovat produktivitu práce, snižovat náklady a zvyšovat konkurenceschopnost výrobku či firmy. 

### Ekonomické
Mezi ekonomické faktory patří kupní síla trhu a spotřebitelů. Zahrnuje činitele, kteří ovlivňují inflaci, nákupní zvyky a strukturu výdajů spotřebitele. Jednotlivé národy se výrazně odlišují v úrovni a dělení příjmů. Existují země s agrární ekonomikou, kde lidé spotřebují to, co sami vyprodukovali a tyto země nabízejí málo tržních příležitostí. Existují také průmyslově vyspělé země, které představují bohaté trhy pro různé typy zboží. Firmy sledují růst mzdy, pokles mzdy aj.

### Politické a právní faktory
velmi silně ovlivňují chování firem. Nelze je ignorovat a firma se musí přizpůsobit. Legislativní rámec omezuje firemní fungování a chování. Právní normy týkající se existence firem i trhů, ochrana spotřebitelů, životního prostředí a další, zrovna tak jako vlastní práva ovlivňují velmi silně marketingové chování firem. Z hlediska politického se k těmto faktorům řadí přístup vládní administrativy k firmám a trhům, strukturu státních výdajů a daňový systém. Patří sem i daňová zátěž aj.

### Přírodní prostředí
patří sem především přírodní zdroje, které jsou potřeba pro výrobu či jinou činnost firmy. V dnešní době je důležitá úloha ekologických požadavků a nároků na úsporu některých druhů surovin a energií, jejich nedostatek a obnovitelnost. Do velkých zdrojů patří vzduch a voda, které postupně začínají docházet ve správné kvalitě. Do omezených obnovitelných zdrojů lze zařadit lesy a potraviny a jako omezené neobnovitelné zdroje jsou ropa, uhlí a drahé kovy.

## Mikroprostředí
Lze jej ovlivňovat a týká se bezprostředně firmy.
Mikroprostředí tvoří síly blízko společnosti, které ovlivňují její schopnost sloužit zákazníkům. Mezi jeho hlavní faktory patří podnik, konkurence, dodavatelé, distribuční firmy, zákazníci a spotřebitelé, veřejnost.

### Podnik
firma je nucena se neustále zlepšovat a reagovat na požadavky zaměstnanců i vnitřní kultury společnosti. Patří sem vnitropodnikové vzdělávání, komunikace mezi celky aj. 

### Konkurence
výrazně ovlivňuje nabídku společnosti, kterou je třeba přizpůsobit cenovou politikou nebo marketingovou kampaní či výzkumem. V případě konkurenčního boje by firma neměla svou konkurenci poškodit. Společnost by měla poskytnout vyšší hodnotu a uspokojení pro zákazníka než konkurence. Úkolem marketingových specialistů je dělat něco více, než jen přizpůsobit se potřebám zákazníkům. Musí také získat dlouhodobou výhodu tím, že svou nabídku pevně umístí v myslích zákazníka v porovnání s nabídkou konkurence. Každý podnik by si měl uvědomit svou pozici v odvětví ve srovnání s velikostí a postavením konkurence. Návod, jak v boji s konkurencí vyhrát neexistuje, šanci mají firmy, které hledají možnosti odlišnosti. Platí to i v oblasti obchodu, kde se mezi velkými řetězci především konkuruje cenou. Ukazuje se, že cena nemusí být jediným správným nástrojem v konkurenčním boji.

### Dodavatelé
Společnost musí klást důraz na správný výběr dodavatelů ti totiž nepřímo a velmi silně ovlivňují výrobní i prodejní schopnosti společnosti.

### Distribuční články a prostředníci
patří sem distribuční kanály finálních výrobků ale i reklamní společnosti, pojišťovny zajišťující finanční krytí či přeprava

### Zákazníci a spotřebitelé
zákazník je klíčovým bodem veškerého podnikatelského snažení. Bez něho by existence firmy nebyla možná. S největší pravděpodobností nejdůležitější faktor proč vyrábět auto nebo výrobek, jenž nikdo nekoupí. Velký důraz na zákazníky především po druhé světové válce. Příkladem je Toyota production system a jiné produkční systémy, jenž kladou velký důraz nejen na specifikace výroby ale i specifikace přání zákazníka včetně cenových a technických odchylek. 

### Veřejnost
je jakákoli skupina, která má zájem na schopnostech firmy dosáhnout svých cílů nebo na ně mít vliv. Jedná se například o finanční instituce, které umožňují podniku získávat finanční prostředky. Dále jsou to média (noviny, časopisy, televizní a rozhlasové stanice), vládní instituce (marketingoví specialisté se často musí radit s právníky ohledně bezpečnosti produktu a pravdivosti reklam), občanské iniciativy (ekologické skupiny, menšiny a další zájmové skupiny), místní komunita a občané, širší veřejnost (společnost musí znát názor široké veřejnosti na produkty) a zaměstnanci (patří sem dělníci, manažeři, brigádníci).